# Банкеты реформистов

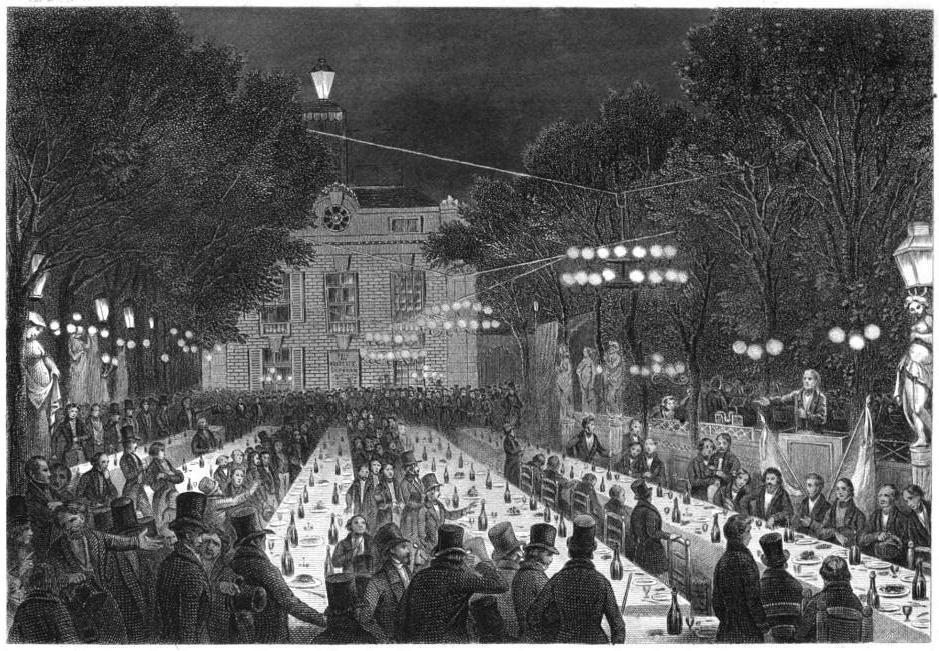
Банкет в Шато-Руж 9 июля 1847 года.

Банкеты реформистов или реформистские банкеты — движение оппозиции за избирательную реформу во Франции под конец правления Луи-Филиппа (1847—1849), новый способ выражения политических взглядов и стремлений оппозиции, не имевшей возможности влиять на правительство через палату, в которой значительное большинство было на стороне министерства, и главным образом заключавшихся в требовании избирательной реформы. Мысль об организации банкетов была подана депутатом Одилоном Барро. С июля 1847 по февраль 1848 годов состоялось около 50 таких банкетов. Отмена банкета на Елисейских полях 22 февраля 1848 года вызвала французскую февральскую революцию, низвержение Луи-Филиппа и установление Второй республики.

## История
Первый из таких банкетов состоялся 9 июня 1847 года в Шато Руж, близ Парижа. В нём участвовали до 1000 человек, принадлежавших к умеренной династической и крайней радикальной партиям, соединившихся вместе для проведения реформы. Банкет этот, несмотря на то, что на нём вполне открыто были высказаны недовольства существующим порядком избрания депутатов, не вызвал никаких опасений со стороны правительства.
Затем состоялся банкет в Маконе, на котором особенно чествовали Ламартина за его «Историю жирондистов». Речь его, в которой он предвещал упадок монархии, а также непровозглашение здравия короля, повела к запрещению со стороны министерства всем чиновникам принимать участие в подобных банкетах. Мера эта осталась без всякого влияния на устройство банкетов, которые с каждым днем получали всё большее и большее значение. Уже следующие банкеты в Лимо и Дижоне, благодаря отсутствию умеренной партии, разошедшейся во взглядах с радикалами, во главе которых стояли Ледрю-Роллен, Луи Блан и Этьен Араго, отличались своим революционным характером.
Затем много подобных банкетов состоялось и в остальных провинциальных городах Франции, а последний из них имел место в Руане, где снова умеренная партия, с Одилоном Барро во главе, получила перевес.
Наконец, когда в начале 1848 г. министерство Гизо удержалось, несмотря на все попытки оппозиции поколебать к нему доверие, последняя, желая испытать силу правительства, решилась устроить в Париже многолюдный реформитский банкет на Елисейских полях, назначив его на 22 февраля. Это день рождения Джорджа Вашингтона, символичная дата для республиканцев. Банкет этот был решительно воспрещён министром внутренних дел Дюшателем лишь 21 февраля, ввиду чего представители оппозиции, избегая крайностей, решили его отменить, о чём было распубликовано утром 22 февраля. Но объявление это оказалось уже несвоевременным, так как с раннего утра огромная толпа народа, достигшая 50 000 человек, собралась на площади де ля Маделен, чтобы оттуда направиться на Елисейские поля. Банкет, понятно, не состоялся, но последствием его явилась февральская революция, низвержение Луи-Филиппа и установление Второй республики.

## Влияние на Россию
Банкеты французских реформистов в 1848 году стали образцом для оппозиции царя Николая II. Движение русских банкетов (1904—1905), проводимое либералами и демократами, было одной из причин русской революции 1905 года.